# Bac de décantation
 (janvier 2009).
Si vous disposez d'ouvrages ou d'articles de référence ou si vous connaissez des sites web de qualité traitant du thème abordé ici, merci de compléter l'article en donnant les références utiles à sa vérifiabilité et en les liant à la section « Notes et références ».
Pour les articles homonymes, voir Bac.

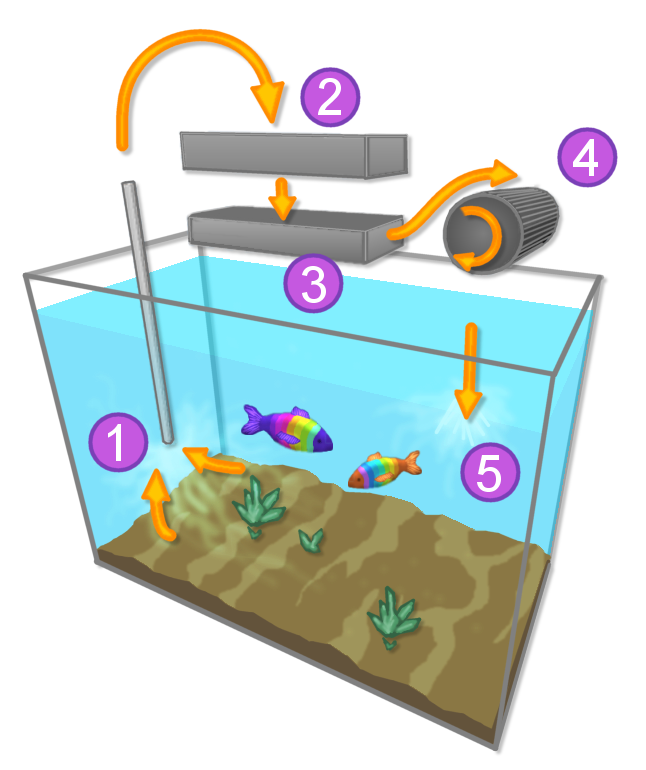
Bac de décantation.

Un bac de décantation sert à faire décanter une partie de la matière en suspension dans l'eau d'un aquarium, avant que l'eau ne soit réellement filtrée (mécaniquement et chimiquement). En général ce bac accueille aussi le système de filtration et de chauffage de l'aquarium.
Le principe de base est que l'eau s'écoule du bac principal au bac de décantation par gravité (trop-plein) et revient ensuite au premier grâce à une pompe. Le bac de décantation peut en théorie être placé n'importe où (certains ont même relégué tout leur système de filtration à la cave, la principale contrainte étant alors remontée de l'eau d'un bac à l'autre), mais il est souvent situé dans le bac principal (cas général des bacs clé en main vendus par les grandes marques) ou en dessous, caché dans le support de l'aquarium.